# Галахов, Василий Иванович
Василий Иванович Галахов (14 января 1915, Лисицы, Тверской район — 13 апреля 1992, Санкт-Петербург) — командир отделения связи 286-го стрелкового полка 90-й стрелковой дивизии 7-й армии Северо-Западного фронта, Герой Советского Союза.

## Биография
Родился 14 января 1915 года в деревне Лисицы (ныне Калининского района Тверской области) в крестьянской семье.
Окончил 7 классов и школу ФЗУ.
В Красной Армии в 1935—38 годах и с 1939 года. В 1937 году окончил полковую школу младших командиров, в 1942 году — курсы усовершенствования командного состава.
Участвовал в советско-финляндской войне 1939—1940 годов. Особо отличился в бою при штурме деревни Липола (ныне деревня Котово Приозерского района Ленинградской области).
С группой бойцов Галахов забросал гранатами дом, из которого противник вёл огонь, чем способствовал освобождению деревни. В этом бою он уничтожил трёх офицеров противника. Был ранен, но остался в строю.
Звание Героя Советского Союза присвоено 15 января 1940 года за образцовое выполнение боевых заданий командования на фронте борьбы с финской белогвардейщиной и проявленные при этом отвагу и геройство.
В Великую Отечественную войну был командиром взвода связи и начальником штаба полка.
После войны служил в органах МВД, в 1945—1960 годах был сотрудником ОВД Ждановского райисполкома города Ленинград. С 1960 года майор Галахов — в запасе, а затем в отставке.
Скончался 13 апреля 1992 года. Похоронен на Ковалёвском кладбище в Санкт-Петербурге.